# Eckart Straube

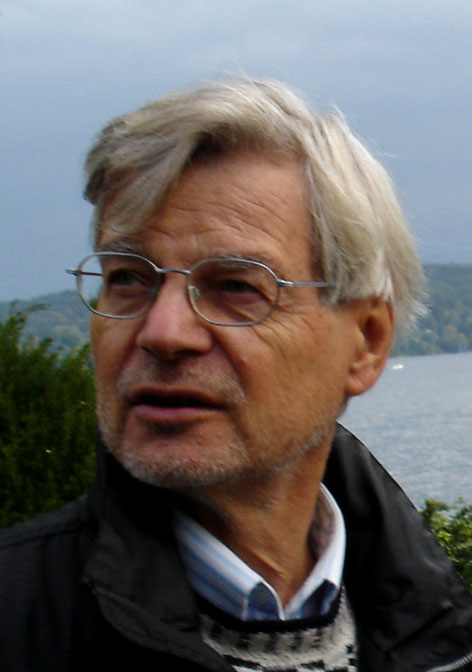
Eckart Straube, 2010

Eckart R. Straube (* 9. Juli 1939 in Ludwigshafen am Rhein; † 18. März 2025) war ein deutscher Psychologe, Psychotherapeut und Autor.

## Wirken
Nach Forschungstätigkeiten in Düsseldorf, Lausanne, Oxford, York und Washington, D.C. (Bethesda) war Straube Professor für Psychologie an den Universitäten Tübingen und Jena und von 1993 bis 1995 zugleich Direktor des Instituts für Psychologie der Universität Jena. Schwerpunkte seiner wissenschaftlichen und klinischen Arbeit waren Psychosen, Depression sowie Angst- und Dissoziationsstörungen. Darüber hinaus beschäftigte er sich mit den psychologischen Aspekten alternativer spiritueller Heilformen.
Er war Leiter des Centrums für Kultur und Psychologie in München und Starnberg und unterrichtete ferner an der Ludwig-Maximilians-Universität München.

## Schriften (Auswahl)
- mit Gregor Julien Straube: I – 19.4 Glauben und Heilen. Die Rolle der Psyche. In: Michael Klöcker, Udo Tworuschka (Hrsg.): Handbuch der Religionen. Kirchen und andere Glaubensgemeinschaften in Deutschland und im deutschsprachigen Raum. Band 2. Olzog Verlag, München 1997–2014, 41. Ergänzungslieferung 2014, ISBN 978-3-946321-03-3, S. 1–19.
- Heilsamer Zauber. Psychologie eines neuen Trends. Springer Spektrum, Heidelberg 2005. Nachdruck 2012, ISBN 978-3-8274-3106-6.
- Warum heilt Glauben? – Antworten der Therapieforschung. In: Andreas Sentker, Frank Wigger (Hrsg.): Phänomen Mensch. Körper, Krankheit, Medizin (= Zeit-Wissen-Edition. Bd. 3). Spektrum Akademischer Verlag, Heidelberg 2008, ISBN 978-3-8274-1999-6.
- Affinität Jugendlicher zu okkulten Glaubenssystemen und Neureligiösen Bewegungen – Verbreitung, Korrelate und Konsequenzen. In: Peter F. Schlottke, Silvia Schneider, Rainer K. Silbereisen, Gerhard W. Lauth: Enzyklopädie der Psychologie. Themenbereich D: Praxisgebiete. Serie 2: Klinische Psychologie. Band 6: Störungen im Kindes- und Jugendalter – Verhaltensauffälligkeiten. Hogrefe Verlag für Psychologie, Göttingen 2005, ISBN 3-8017-0593-5, S. 547–573.
- mit Regina Steil: Posttraumatische Belastungsstörung bei Kindern und Jugendlichen. Überblicksarbeit. In: Zeitschrift für klinische Psychologie und Psychotherapie Zeitschrift für Klinische Psychologie und Psychotherapie. 31. Jg., Nr. 1, 2002, ISSN 1616-3443, S. 1–13.
- mit Gerhard Hellmeister und Uwe Wolfradt: Religiosität, magisches Denken und Affinität zu Sekten. In: Helfried Moosbrugger, Christian Zwingmann, Dirk Frank (Hrsg.): Religiosität, Persönlichkeit und Verhalten. Beiträge zur Religionspsychologie. Waxmann, Münster, New York 1996, ISBN 3-89325-420-X, S. 59–64.
- Zersplitterte Seele oder: Was ist Schizophrenie? Fischer-Taschenbuch-Verlag, Frankfurt am Main 1992, ISBN 3-596-10733-4.
- mit Robert D. Oades: Schizophrenia: Empirical research and findings. Personality, psychopathology, and psychotherapy. Academic Press, San Diego 1992, ISBN 978-0-12673010-4.
- mit Kurt Hahlweg als Hrsg.: Schizophrenia: Concepts, Vulnerability, and Intervention. Springer, Berlin 1990, ISBN 978-3-642-74310-8.
- Hemisphärendominanz und Klüver-Bucy-Syndrom. In: Christian Müller (Hrsg.): Lexikon der Psychiatrie. Gesammelte Abhandlungen der gebräuchlichsten psychiatrischen Begriffe. Zweite, neubearbeitete und erweiterte Auflage. Springer, Berlin 1986, ISBN 3-540-16643-2, S. 326–328 und 396.
- mit Hans Heimann: Kompensatorische Mechanismen – spezifisch oder unspezifisch? In: G. Huber (Hrsg.): Basisstadien endogener Psychosen und das Borderline-Problem. Schattauer Verlag, Stuttgart 1985.
- mit Alvin S. Bernstein, Chris Frith u. a.: An analysis of the skin conductance orienting response in samples of American, British and German schizophrenics. In: Biological Psychology, 14. Jg., 1982, S. 155–211.